# Alexander Kirkland
Alexander Kirkland fue un actor, mexicano de nacimiento, que desarrolló la totalidad de su carrera en Estados Unidos.
Nació en Ciudad de México el 15 de septiembre de 1901. Pronto emigró a Estados Unidos donde inició su carrera como actor teatral. Su carrera cinematográfica la inició en 1931 con Honor mancillado de George Cukor.
Un año después escribió su primer y único guion cinematográfico para la película Almost Married de William Cameron Menzies. Fue un trabajo en colaboración con Guy Bolton. El guion era una adaptación de la novela The Devil's Triangle de Andrew Soutar. 		
En los 40, dejó un poco de lado el cine y se centró en el teatro, donde actúa, dirige y produce, aparecido solamente de forma esporádica en la gran pantalla. 
Finalmente en los 50 abandona la interpretación para convertirse en corredor de arte.
Se casó tres veces:
- Su primera esposa fue Greta T. Baldridge
- En 1942 se divorció de Greta y se volvió a casar. Su segunda esposa fue la famosa estríper Gypsy Rose Lee. Con Gypsy tuvo un hijo, Erik Lee Preminger. Finalmente, resultó que Erik no era hijo suyo, sino fruto del adulterio ocasional de su mujer con el director de cine Otto Preminger. Esto no se supo hasta mucho tiempo después, cuando Erik era adulto.
- En 1944, tras sólo dos años de matrimonio volvió a divorciarse y, acto seguido, contrajo terceras nupcias con Phyllis Adams. Ambos tendrían una hija, Alexandra. Este matrimonio también acabó roto y se divorciaron en 1950.

Falleció en la década de los años 1980.

## Filmografía
- 1931 - Honor mancillado (Tarnished Lady) de George Cukor.
- 1931 - Charlie Chan's Chance de John Blystone.
- 1932 - Surrender de William K. Howard
- 1932 - Devil's Lottery de Sam Taylor.
- 1932 - Almost Married de William Cameron Menzies.
- 1932 - A Passport to Hell de Frank Lloyd.
- 1932 - Extraño intervalo (Strange Interlude) de Robert Z. Leonard
- 1933 - Humanity de John Francis Dillon.
- 1933 - Black Beauty de Phil Rosen.
- 1933 - Bondage de Alfred Santell.
- 1934 - The Social Register de Marshall Neilan.
- 1947 - 13 Rue Madeleine de Henry Hathaway.
- 1957 - Un rostro en la multitud (A Face in the Crowd) de Elia Kazan.